# روخيليو ديلغادو
روخيليو ديلغادو (بالإسبانية: Rogelio Delgado)‏ (15 أكتوبر 1959 في باراغواي - ) هو مدرب كرة قدم ولاعب كرة قدم باراغواياني في مركز الدفاع، شارك في كأس العالم 1986. وشارك مع منتخب باراغواي لكرة القدم. أما مع النوادي، فقد لعب مع أوليمبيا أسونسيون وإنديبندينتي وكولو-كولو ونادي أونيفرسيداد دي تشيلي وClub Deportivo FATIC ‏ وEnrique Happ ‏.

## وصلات خارجية
- روخيليو ديلغادو على موقع الاتحاد الدولي (مؤرشف)  (الإنجليزية)
- روخيليو ديلغادو على موقع الاتحاد الأوربي (الإنجليزية)
- روخيليو ديلغادو على موقع قاعدة بيانات كرة القدم.إي يو (الإنجليزية)
- روخيليو ديلغادو على موقع ناشيونال فوتبول تيمز (الإنجليزية)
- روخيليو ديلغادو على موقع عالم كرة القدم.نت (الإنجليزية)